# دان هامبتون (لاعب كرة قدم أمريكية)
دان هامبتون (بالإنجليزية: Dan Hampton)‏ هو لاعب كرة قدم أمريكية أمريكي، ولد في 19 سبتمبر 1957 في أوكلاهوما سيتي في الولايات المتحدة.

## وصلات خارجية
- الموقع الرسمي
- دان هامبتون على موقع مرجع كرة القدم المحترفة.كوم (الإنجليزية)
- دان هامبتون على موقع IMDb (الإنجليزية)
- دان هامبتون على موقع ميوزك برينز (الإنجليزية)